# Diglotta legneri
Diglotta legneri är en skalbaggsart som beskrevs av Moore och Orth 1979. Diglotta legneri ingår i släktet Diglotta och familjen kortvingar. Inga underarter finns listade i Catalogue of Life.